# Vive la rose

Vive la rose est une chanson française traditionnelle du XVIIIe siècle, sur le thème de l'amour volage. La chanson est connue sous d'autres titres comme Mon amant me délaisse ou La Méchante.

## Histoire
Vive la rose est une chanson populaire, gaie et rythmée, elle concerne la conduite de l'homme volage et celle à tenir pour la femme trompée. 
C'était les lavandières qui chantaient en chœur cette histoire d'une femme qui est trompée par un amant infidèle sans pour autant rompre avec elle. 
L'amertume l'amène à dire que cet amant serait vénal puis que la rivale serait très malade au point d'en mourir.
L'infidèle de retour serait remercié et traité de haut, c'est la morale de l'histoire : rester gaie et tourner la page pour reprendre le dessus.

## Interprétations
Vive la rose a été interprétée notamment par Émile Benoît, Guy Béart en 1966, Luciano Noel Winderling en 1972, Cora Vaucaire en 1975, Nana Mouskouri en 1978, Dorothée en 1982 dans le cadre de l'émission Discopuce de Récré A2 et de la série de disques Le jardin des chansons allant avec, par Mes souliers sont rouges lors d'un album live en 2000.
Une version italienne, nommée Viva la rosa, a été interprétée par le groupe Mercanti di Liquore.

## Paroles
(Chaque couplet est répété une fois)
Mon amant me délaisse

O gué, vive la rose

Je ne sais pas pourquoi

Vivent la rose et le lilas 

Il va-t-en voir une autre

O gué, vive la rose

Bien plus riche que moi

Vivent la rose et le lilas

On dit qu'elle est fort belle

O gué, vive la rose

Je n'en disconviens pas

Vivent la rose et le lilas

On dit qu'elle est malade

O gué, vive la rose

Peut-être qu'elle en mourra

Vivent la rose et le lilas

Si elle meurt dimanche

O gué, vive la rose

Lundi on l'enterrera

Vivent la rose et le lilas

Mardi il reviendra me voir

O gué vive la rose

Mais je n'en voudrai pas

Vivent la rose et le lilas